# Корнеевские пруды
Корне́евские пруды (Котляко́вские, Арши́новские, Бе́хтеревские) — каскад искусственных водоёмов в районе Царицыно Южного административного округа Москвы. Состоит из двух прудов — Верхнего и Нижнего, расположенных в пойме реки Котляковки, на западной окраине Аршиновского парка возле улицы Бехтерева.

## Характеристика
Каскад состоит из двух водоёмов продолговато-овальной формы, площадью 0,5 га каждый. Длина Верхнего пруда составляет 140 метров, ширина — до 40 метров. Размеры Нижнего водоёма — 120 и 30 метров соответственно.
Сток воды проходит из Верхнего пруда в Нижний, затем сливается в колодцы на западном берегу. Питание каскада осуществляется в основном за счёт грунтовых вод, Котляковка на этом участке заключена в подземный коллектор.

## История
В прессе и литературе используются сразу несколько названий для Корнеевских прудов. Каскаду присвоен гидроним, образованный от реки Котляковки, которую ещё именуют Корнеевским или Пушкиным оврагом. Аршиновскими пруды названы по парку, на территории которого расположены, а Бехтереевскими — по одноимённой улице западнее водоёмов.
Существует версия, по которой Корнеевские пруды вырыли в конце XIX века при создании Аршиновского парка. Однако изначально водоёмы не соединялись между собой, достоверно известно, что современный каскад создали в конце 1970-х годов.

## Современность
В 2005—2006 годах по заказу Департамента природопользования и охраны окружающей среды Москвы были проведены работы по экологической реабилитации Корнеевского комплекса: берега укрепили бревенчатыми сваями и присыпали щебнем, прибрежную территорию засеяли ковровым газоном. Тогда же в Нижнем пруду создали искусственный остров размерами 20×10 метров. В 2014 году у водоёмов обустроили прибрежные зоны отдыха. В 2015 году пруды официально вошли в состав Аршиновского парка.
В прудах водится рыба: окунь, щука, линь, карась и другие.